# Pijnackeria lucianae

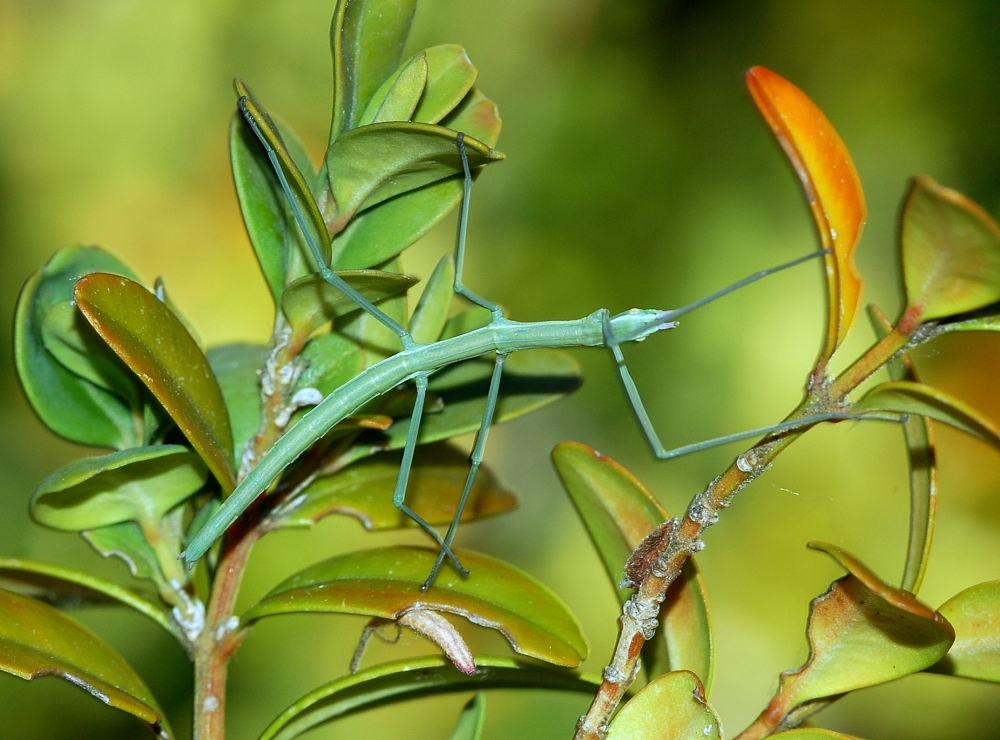
Pijnackeria masettii, przedstawiciel tego samego kompleksu gatunkowego, triploidalny, partenogenetyczny mieszaniec o prawdopodobnie wymarłych gatunkach ojcowskim i matczynym.

Pijnackeria lucianae – gatunek straszyka z rodziny Diapheromeridae i podrodziny Pachymorphinae.
Gatunek ten formalnie opisali w 2013 roku Valerio Scali, Liliana Milani i Marco Passamonti. Epitet gatunkowy nadano na cześć Dr. Luciany Eliopoli, która brała udział w odłowie osobników do badań. Wcześniej notowany był w literaturze jako Leptynia hispanica A, gdyż już wcześniejsze badania cytologiczne i genetyczne pozwoliły stwierdzić, iż Leptynia hispanica stanowi w rzeczywistości kompleks gatunków bliźniaczych. Rangę rodzaju pod nazwą Pijnackeria nadał owemu kompleksowi Valerio Scali w 2009 roku.
Samce (n=2) osiągają od 38,4 do 39,8 mm długości ciała, będąc najmniejszymi z dwupłciowych przedstawicieli rodzaju. Samice (n=4) mają od 44,2 do 54 mm długości ciała. Samiec jest zielony z ciemnobrązowymi oczami i ciemnymi paskami biegnącymi od policzków, wzdłuż grzbietowej części tułowia po tergity odwłoka oraz białymi paskami, równoległymi do poprzednich, odgraniczającymi pleury wzdłuż całego ciała. Samica jest zielona z brązowymi oczami, cynamonowym paskiem przez środek grzbietowej powierzchni ciała i parą białych linii, zaczynających się na głowie i odgraniczających pleury wzdłuż całego ciała. Na śródpleczu, zapleczu i dwóch ostatnich tergitach odwłoka obu płci występuje wąska i ostra listewka środkowa. Odnóża tylnej pary cechują się udami sięgającymi poza połączenie ósmego i dziewiątego sternitu odwłoka. Płytka subgenitalna samca jest wydłużona, klinowata, w tylnej części zwężona. Przysadki odwłokowe (klaspery) samca mają od 1,7 do 1,8 mm długości, są równomiernie, szeroko-łukowato zakrzywione, pośrodku każda zaopatrzona w smukły ząbek długości około 0,2 mm. Vomer subanalny nie występuje. Samice, tak jak u innych przedstawicieli rodzaju, mają spiczasty i sztywny wierzchołek odwłoka. Są one nieoznaczalne do gatunku po cechach zewnętrznych.
Gatunek dwupłciowy, diploidalny. Kariotyp samca to 2n=37, a samicy 2n=38. Jego charakterystyczną cechą są drobnych rozmiarów satelity, a zwłaszcza forma satelitów chromosomów 10 pary. Jaja (n=2) tego gatunku mają od 3,9 do 4 mm długości, a ich szerokość jest od 3,25 do 3,63 raza większa. Są one owalne, piaskowo ubarwione.
Roślinami pokarmowymi tego patyczaka są kolcolisty i szyplin pięciolistny.
Owad endemiczny dla Hiszpanii. Występuje we wschodniej części tego kraju, tuż na północ od Alicante. 
Zasiedla tereny od nadmorskich po pagórkowate.